# NGC 5450
NGC 5450 је део галаксије (на пример сјајан HII регион) у сазвежђу Велики медвед која се налази на NGC листи објеката дубоког неба.
Деклинација објекта је + 54° 16' 22" а ректасцензија 14h 2m 28,9s. Привидна величина (магнитуда) објекта NGC 5450 износи 11,2. NGC 5450 је још познат и под ознакама HII in M 101.